# Wild Wild Love
Wild Wild Love ist ein Lied des US-amerikanischen Rappers Pitbull in Zusammenarbeit mit der US-amerikanischen Girlband G.R.L. Das Lied wurde am 25. Februar 2014 als erste Single aus Pitbulls achtem Album Globalization veröffentlicht. Das Lied wurde von Pitbull, Max Martin, Dr. Luke, Michael Everett, Ammar Malik, Alexander Castillo Vasquez, Cirkut geschrieben. Die Produktion übernahmen Dr. Luke, Max Martin und Cirkut.

## Kritik
Mike Wass vom Idolator bezeichnete den Song als „Killer Single“, er bemängelte manche Textpassagen von Pitbull als fragwürdig, er würde dennoch Humor in den Song spritzen. Steve Adams von der Winnipeg Free Press gab dem Song 2½ von 5 möglichen Sternen. Er meinte, dass der Song nicht so schrecklich aufdringlich sei, jedoch auch nicht toll. Er sei ein typischer „Lückenfüller Song“.

## Musikvideo
Das Video wurde im Februar 2014 in Los Angeles in der Playboy Mansion und in Miami in der Villa Vizcaya gedreht. Das Video feierte am 31. März 2014 auf Pitbulls Facebook-Profil Premiere.

## Kommerzieller Erfolg

### Chartplatzierungen
Wild Wild Love war kommerziell ein mäßiger Erfolg. Der Song erreichte Platz 30 der Billboard Hot 100 und wurde bis heute 752.000 mal verkauft. In den britischen Singlecharts erreichte der Song Platz 6, während er im deutschsprachigen Raum nicht die offiziellen Singlecharts erreichen konnte. Weitere Top-10-Platzierungen gelangen Wild Wild Love in Australien, Belgien und Norwegen.
| ChartsChartplatzierungen       | Höchstplatzierung | Wochen |
| ------------------------------ | ----------------- | ------ |
| Vereinigte Staaten (Billboard) | 30 (18 Wo.)       | 18     |
| Vereinigtes Königreich (OCC)   | 6 (7 Wo.)         | 7      |

### Auszeichnungen für Musikverkäufe
Wild Wild Love wurde bisher mit 1 × Silber, 1 × Gold und 3 × Platin ausgezeichnet. Damit hat sich der Song mindestens 1,3 Millionen Mal verkauft.
| Land/Region                  | Auszeichnungen für Musikverkäufe (Land/Region, Auszeichnung, Verkäufe) | Verkäufe  |
| ---------------------------- | ---------------------------------------------------------------------- | --------- |
| Australien (ARIA)            | Platin                                                                 | 70.000    |
| Kanada (MC)                  | Platin                                                                 | 80.000    |
| Neuseeland (RMNZ)            | Gold                                                                   | 7.500     |
| Vereinigte Staaten (RIAA)    | Platin                                                                 | 1.000.000 |
| Vereinigtes Königreich (BPI) | Silber                                                                 | 200.000   |
| Insgesamt                    | 1× Silber · 1× Gold · 3× Platin ·                                      | 1.357.500 |

Hauptartikel: Pitbull (Rapper)/Auszeichnungen für Musikverkäufe

### Auszeichnungen für Musikstreaming
|Hauptartikel=Pitbull (Rapper)/Auszeichnungen für Musikverkäufe

| Land/Region     | Auszeichnungen für Musikverkäufe (Land/Region, Auszeichnung, Verkäufe) | Verkäufe  |
| --------------- | ---------------------------------------------------------------------- | --------- |
| Dänemark (IFPI) | Gold                                                                   | 1.300.000 |
| Insgesamt       | 1× Gold ·                                                              | 1.300.000 |